# Atamisqui (departement)
Atamisqui is een departement in de Argentijnse provincie Santiago del Estero. Het departement (Spaans:  departamento) heeft een oppervlakte van 2.259 km² en telt 9.809 inwoners.

## Plaatsen in departement Atamisqui
- Chilca La Loma
- Estación Atamisqui
- Medellín
- Villa Atamisqui